# Kyla Massie
Kyla Solhee Massie (hangul: 카일라 솔희 매시, Indiana, 26 de dezembro de 2001), mais conhecida na carreira musical apenas como Kyla (hangul: 카일라), é uma cantora, rapper e compositora norte-americana de ascendência sul-coreana. Realizou sua estreia no cenário musical em 2017 no grupo feminino Pristin.

## Biografia
Kyla nasceu em 26 de dezembro de 2001 em Indiana, nos Estados Unidos, mas cresceu em Los Angeles, mudando-se para Seul, na Coreia do Sul, em 2014. Kyla é filha de uma mãe sul-coreana e um pai norte-americano. Ela tem um irmão mais velho, Luke Massie, e uma irmã mais nova, Karissa Massie. Kyla frequentou a Fair Oaks Elementary School, e se formou na Seoul Foreign School.

## Carreira

### 2016–2017: Início da carreira, Pledis Girlz e Pristin
Kyla treinou por cerca de cinco anos sob o selo da Pledis Entertainment. Ela apreceu no videoclipe "My Copycat", lançado pelo grupo Orange Caramel em agosto de 2014.
Em janeiro de 2016, Kyla foi revelada como integrante do grupo feminino Pristin. De 14 de maio a 10 de setembro do mesmo ano, o grupo realizou vários concertos para se promover antes de sua estreia. O grupo lançou o single digital de pré-estreia, "We", em 27 de junho.
Em 6 de janeiro de 2017, o Pledis Girlz realizou seu último concerto, intitulado Bye & Hi, anunciando seu nome oficial, "Pristin", uma junção de "prismático" (brilhante e claro) e "elastina" (força impecável). Em 2 de março, a Pledis Entertainment anunciou a estreia oficial de Pristin através de uma imagem promocional. Em 27 de março, o grupo realizou sua estreia oficial, lançando seu extended play, Hi! Pristin, e seu single, "Wee Woo".

### 2019: Fim de Pristin
Em 24 de maio de 2019, foi oficialmente anunciado o fim do Pristin, grupo que Kyla fez parte por mais de 2 anos.

## Composições
| Ano  | Canção          | Artista | Álbum       | Letra     | Letra                                      | Música    | Música |
| Ano  | Canção          | Artista | Álbum       | Creditada | Com                                        | Creditada | Com    |
| ---- | --------------- | ------- | ----------- | --------- | ------------------------------------------ | --------- | ------ |
| 2017 | "Over and Over" | Pristin | Hi! Pristin | Sim       | Siyeon, Sungyeon, Yuha, Kyulkyung e Eunwoo | Não       | —      |

## Videografia

### Videoclipes
| Aparições                    | Aparições | Aparições      |
| Canção                       | Ano       | Artista        |
| ---------------------------- | --------- | -------------- |
| "My Copycat (나처럼 해봐요)" | 2014      | Orange Caramel |